# كبد (يافع)

تعديل مصدري - تعديل

كبد هي إحدى قرى عزلة لبعوس بمديرية يافع التابعة لمحافظة لحج، بلغ تعداد سكانها 805 نسمة حسب تعداد اليمن لعام 2004.